# Hydrosol-Projekt
Das HYDROSOL-Projekt (kurz für 'Catalytic Monolith Reactor for Hydrogen Generation from Solar Water Splitting') ist ein von der Europäischen Union gefördertes Projekt im Rahmen der Förderung erneuerbarer Energien. Ziel des Projektes ist die CO2-freie Wasserstoffgewinnung mittels konzentrierter Sonnenenergie.

## Technik
Im Projekt Hydrosol wird die thermische Wasserspaltung mittels eines thermochemischen Kreisprozesses erforscht. Hierbei wird Wasser in zwei Prozessschritten in seine Bestandteile Wasserstoff und Sauerstoff zerlegt. Im ersten Prozessschritt reagiert Wasser mit einem Metalloxid, welches in reduzierter Form vorliegt. Das Metalloxid bindet den Sauerstoff, und Wasserstoff wird freigesetzt. Ist das Metalloxid soweit oxidiert, dass es keinen weiteren Sauerstoff mehr aufnehmen kann, muss es wieder reduziert, man sagt auch: 'regeneriert', werden. Dies kann unter Vakuum oder unter Inertgasatmosphäre geschehen.
Beispiel (M: Metall; M(II): Metall der Oxidationsstufe II; O: Sauerstoff; H: Wasserstoff):
Spaltschritt: M(II)Oreduziert + H2O → M(IV)O2 oxidiert + H2
Regenerationsschritt: M(IV)O2 oxidiert → M(II)Oreduziert + 1/2 O2
Ist das Material regeneriert, kann wieder ein Spaltschritt folgen usw. 
Der Spaltschritt findet bei Temperaturen von 800 bis 1200 °C statt, der Regenerationsschritt bei 1000 bis 1300 °C. 
Im Projekt Hydrosol kommen eisenoxidbasierte Redox-Materialien zum Einsatz. Bei den verwendeten Eisenoxid-Materialien handelt es sich nicht um einen Katalysator im üblichen Sinne, sondern um einen Reaktionspartner. Die im Prozess benötigte Energie wird durch konzentrierte Sonnenenergie eingebracht. 
Andere Projekte untersuchen ähnliche Verfahren mit anderen Metallen, zum Beispiel Zink.
Der auf diese Weise solar gebildete Wasserstoff ist ein CO2-neutraler Energieträger. Besonders für sonnenreiche Regionen könnte diese Technik daher interessant sein.
Mit einem Budget von 2,6 Millionen Euro startete das Projekt im Dezember 2002, das planmäßige Ende war im Oktober 2005. Das Nachfolgeprojekt Hydrosol II startete im November 2005. 

## Projektteilnehmer
Die Teilnehmer am Konsortium des Projektes sind:
- Aerosol & Particle Technology Laboratory, CERTH/CPERI (Griechenland)
- Laboratory of Inorganic Materials, CERTH/CPERI (Griechenland)
- Deutsches Zentrum für Luft- und Raumfahrt e. V. (Deutschland)
- Heliotech Aps. (Dänemark)
- Johnson Matthey Fuel Cells Plc. (England)

## Auszeichnungen
Das Hydrosol-Projekt hat die folgenden Preise gewonnen:
- Descartes-Preis der Europäischen Kommission 2006
- IPHE Technical Achievement Award 2006 (Lyon/Frankreich)
- International Award Expo 2005 (Japan)

## Patentliteratur
- EP000001775022A1 „Verfahren zur Herstellung von einer katalytischen Beschichtung und eines Katalysatorfilters“
- EP000001712517A1 „Gas-Festphasenreaktion“
- WO002006108769A1 „Gas-Festphasenreaktion“
- DE102005040255A1 „Herstellung von Wasserstoff und Sauerstoff aus Wasser und Speicherung“
- DE102005017216A1 „Thermische Wasserstoffherstellung in einer Gas-Festphasenreaktion“